# Clevea hyalina
Clevea hyalina là một loài rêu trong họ Cleveaceae. Loài này được Sommerf. Lindb. mô tả khoa học đầu tiên năm 1868.